# Ny-Hellesund
Ny-Hellesund is een klein eiland in de gemeente Kristiansand in de Noorse provincie Agder. Tot 2020 lag het in de toenmalige gemeente Søgne. Het is met een veerboot verbonden vanuit Høllen. Ny-Hellesund is een van de weinige bewoonde eilanden in de voormalige gemeente. De wateren rond het eiland deden in het verleden dienst als uthavn. Deze vluchthavens zijn kenmerkend voor dit deel van het Skagerak. 